# 아르템 밀레우스키
아르템 볼로디미로비치 밀레우스키(우크라이나어: Артем Володимирович Мілевський, 벨라루스어: Арцём Уладзіміравіч Мілеўскі, Artem Volodymyrovych Milevskiy, 1985년 1월 12일 ~ )는 벨라루스 출생 우크라이나의 전직 축구 선수로 현역 시절 포지션은 스트라이커였다.

## 선수 경력
2002년 디나모 키예프에서 프로 무대에 데뷔하였다. 첫 시즌 리그 6경기에 출전하여 1골을 기록하였고 2004-05 시즌까지 간간히 1군 경기에 모습을 드러내며 출전 시간을 늘려나가기 시작하였다. 2006년에는 스위스와의 16강전 월드컵 승부차기에서 골을 기록하며, 우크라이나의 8강 진출을 이끌었고, UEFA U-21 축구 선수권 대회에서는 2골을 기록하며 준우승을 이끌었다. 이 활약으로 스포츠 잡지사 '코만다'에서 선정한 2006년 우크라이나 올해의 선수에 이름을 올렸다.
2008-09 UEFA 챔피언스리그에선 스파르타크 모스크바와의 3차 예선에서 1, 2차전 통틀어 4골을 성공시키는 등 디나모 키예프를 조별 예선에 올려놓는 데 크게 공헌하였으나 16강까지 진출시키는 데는 실패하였다. 2008년과 2009년 우크라이나 올해의 선수에 선정되었다.

## 수상
디나모 키이우
- 우크라이나 프리미어리그 : 2002-03, 2003-04, 2006-07, 2008-09
- 우크라이나 컵 : 2002-03, 2004-05, 2005-06, 2006-07
- 우크라이나 슈퍼컵 : 2004, 2006, 2007, 2009, 2011

 우크라이나
- 2006년 UEFA U-21 축구 선수권 대회 준우승

개인
- 우크라이나 올해의 선수상 : 2008, 2009
- 2008-09 우크라이나 프리미어리그 MVP
- 2008-09 우크라이나 프리미어리그 도움왕
- 2009-10 우크라이나 프리미어리그 득점왕